# Şevket Müftügil
Şevket Müftügil (* 7. August 1917 in Malatya; † 22. April 2015 in Istanbul) war ein türkischer Jurist. Er war von 1978 bis 1982 Präsident des türkischen Verfassungsgerichts.

## Laufbahn
Müftügil schloss sein Studium 1940 an der juristischen Fakultät der Universität Istanbul ab und nahm danach von 1944 bis 1951 ein postgraduales Studium an der Universität Zürich auf.
1960 wurde er zum Mitglied des Kassationshofs der Türkei und am 5. Oktober 1970 zum ordentlichen Mitglied des Verfassungsgerichts ernannt. 1975 wurde er zum Vizepräsidenten und am 24. Oktober 1978 zum Präsidenten des Verfassungsgerichts gewählt. Er bekleidete das Amt bis zum 7. August 1982.